# Utashinai-Linie
| KiHa40-Dieseltriebwagen in Utashinai (1986) |                   |                             |                             |
| Streckenlänge: | 14,5 km           |                             |                             |
| Spurweite: | 1067 mm (Kapspur) |                             |                             |
| Zweigleisigkeit: | nein              |                             |                             |
| |                   |                             |                             |
| \| \| \| ↔ Hakodate-Hauptlinie \| 1891– \| \| \| 0,0 \| Sunagawa (砂川) \| 1891– \| \| \| 3,9 \| Yakeyama (焼山) \| 1961–1988 \| \| \| 8,3 \| Monju (文珠) \| 1946–1988 \| \| \| 9,6 \| Nishiuta (西歌) \| 1961–1988 \| \| \| \| Utashinai-Kohlebergwerk \| \| \| \| \| Kitasumishini-Kohlebergwerk \| \| \| \| 11,8 \| Kamoi (神威) \| 1896–1988 \| \| \| 13,4 \| Kashin (歌神) \| 1960–1988 \| \| \| 14,5 \| Utashinai (歌志内) \| 1891–1988 \| \| \| \| Utashinai-Kohlebergwerk \| \| \| \| \| Sorachi-Kohlebergwerk \| \| |                   |                             |                             |
| |                   | ↔ Hakodate-Hauptlinie       | 1891–                       |
| Bahnhof quer · Abzweig quer und ehemals von rechts | 0,0               | Sunagawa (砂川)             | 1891–                       |
| Haltepunkt / Haltestelle (Strecke außer Betrieb) | 3,9               | Yakeyama (焼山)             | 1961–1988                   |
| Haltepunkt / Haltestelle (Strecke außer Betrieb) | 8,3               | Monju (文珠)                | 1946–1988                   |
| Haltepunkt / Haltestelle (Strecke außer Betrieb) | 9,6               | Nishiuta (西歌)             | 1961–1988                   |
| Abzweig geradeaus und nach links (Strecke außer Betrieb) · Betriebsstelle Streckenende und quer (Strecke außer Betrieb) |                   | Utashinai-Kohlebergwerk     | Utashinai-Kohlebergwerk     |
| Betriebsstelle Streckenanfang und quer (Strecke außer Betrieb) · Abzweig geradeaus und von rechts (Strecke außer Betrieb) |                   | Kitasumishini-Kohlebergwerk | Kitasumishini-Kohlebergwerk |
| Haltepunkt / Haltestelle (Strecke außer Betrieb) | 11,8              | Kamoi (神威)                | 1896–1988                   |
| Haltepunkt / Haltestelle (Strecke außer Betrieb) | 13,4              | Kashin (歌神)               | 1960–1988                   |
| Bahnhof (Strecke außer Betrieb) | 14,5              | Utashinai (歌志内)          | 1891–1988                   |
| Abzweig geradeaus und nach links (Strecke außer Betrieb) · Betriebsstelle Streckenende und quer (Strecke außer Betrieb) |                   | Utashinai-Kohlebergwerk     | Utashinai-Kohlebergwerk     |
| Betriebsstelle Streckenende (Strecke außer Betrieb) |                   | Sorachi-Kohlebergwerk       | Sorachi-Kohlebergwerk       |

Die Utashinai-Linie (jap. 歌志内線, Utashinai-sen) war eine Eisenbahnstrecke im Zentrum der japanischen Insel Hokkaidō. Sie wurde 1891 eröffnet und war bis 1988 in Betrieb.

## Beschreibung
Die 14,5 km lange Utashinai-Linie war kapspurig, eingleisig und nicht elektrifiziert. Sie zweigte im Bahnhof Sunagawa von der Hakodate-Hauptlinie ab. Anschließend führte sie in östlicher Richtung durch das enge Flusstal des Penkeutashinai-gawa bis nach Utashinai. Der größte Teil der Trasse zwischen Yakeyama und Utashinai wird heute als Radweg genutzt.

## Geschichte
Die private Bergbau- und Bahngesellschaft Hokkaidō Tankō Tetsudō eröffnete die Utashinai-Linie am 5. Juli 1891 auf ihrer gesamten Länge. Ihre Hauptaufgabe war der Transport von Steinkohle aus den Bergwerken im Penkeutashinai-Tal östlich von Sunagawa. Zunächst gab es keine einzige Zwischenstation, die erste (Kamoi) kam fünf Jahre später hinzu und blieb fünf Jahrzehnte lang die einzige. Am 1. Oktober 1906 wurde die Strecke aufgrund des vom Parlament beschlossenen Eisenbahnverstaatlichungsgesetzes an den Staat verkauft. Das Eisenbahnamt (das spätere Eisenbahnministerium) gab ihr am 12. Oktober 1909 die offizielle Bezeichnung Utashinai-Linie, nachdem sie zuvor als Zweigstrecke der Hakodate-Hauptlinie betrachtet worden war.
In den frühen 1960er Jahren richtete die Japanische Staatsbahn (JNR) drei neue Haltestellen ein. Aufgrund des allmählichen Niedergangs des Kohlebergbaus war die Utashinai-Linie von einer ständig sinkenden Auslastung betroffen. Sie war im 1984 veröffentlichten JNR-Sanierungskonzept zwar als stillzulegende Strecke vermerkt, blieb jedoch über die am 1. April 1987 vollzogene Staatsbahnprivatisierung hinaus bestehen – wenn auch nur für kurze Zeit. JR Hokkaido führte den Personenverkehr durch, während JR Freight den stark zurückgegangenen Güterverkehr übernahm. Schließlich wurde die Utashinai-Linie am 25. April 1988 stillgelegt und durch eine Buslinie der Gesellschaft Hokkaidō Chūō Bus ersetzt.

## Liste der Bahnhöfe
| Name               | km   | Anschlusslinien     | Lage   | Ort       |
| ------------------ | ---- | ------------------- | ------ | --------- |
| Sunagawa (砂川)    | 00,0 | Hakodate-Hauptlinie | Koord. | Sunagawa  |
| Yakeyama (焼山)    | 03,9 |                     | Koord. | Sunagawa  |
| Monju (文珠)       | 08,3 |                     | Koord. | Utashinai |
| Nishiuta (西歌)    | 09,6 |                     | Koord. | Utashinai |
| Kamoi (神威)       | 11,8 |                     | Koord. | Utashinai |
| Kashin (歌神)      | 13,4 |                     | Koord. | Utashinai |
| Utashinai (歌志内) | 14,5 |                     | Koord. | Utashinai |